# IC 4854
IC 4854 — галактика типу Scd () у сузір'ї Павич.
Цей об'єкт міститься в оригінальній редакції індексного каталогу.